# 巴比·福雷
巴比·福雷 （英語：Bobby Flay，1964年12月10日—），出生於美國紐約州的曼哈頓市，是美國的知名廚師。